# 奥斯洛斯
奥斯洛斯是德国下萨克森州的一个市镇。总面积7.64平方公里，总人口1906人，其中男性981人，女性925人（2011年12月31日），人口密度249人/平方公里。